# بهدان (باقران)
بهدان (بالفارسية: بهدان) هي مستوطنة تقع في إيران في قسم باقران الريفي. يقدر عدد سكانها بـ 305 نسمة .
بهدان (لقب، عائله، او قبيلة) هي عائلة تنتمي الى قبيلة العوضي واصلهم من مدينة (اوز) او (عوض).